# الدوري الإنجليزي الممتاز 2005–06
بدأ الموسم 2005-06 لدوري الإنجليزي الممتاز (المعروف باسم الاتحاد الإنجليزي باركليز الدوري الممتاز لأسباب رعايته) في 13 أغسطس 2005، واختتمت في 7 مايو 2006. وشهد موسم تشيلسي الاحتفاظ باللقب بعد فوزه على مانشستر يونايتد 3-0 على ملعب ستامفورد بريدج في نهاية شهر أبريل. وفي اليوم نفسه، هبط وست بروميتش البيون وبرمنغهام سيتي، والانضمام إلى سندرلاند في الدوري للموسم التالي.